# 堀江三喜男
堀江 三喜男（ほりえ みきお、1952年〈昭和27年〉ごろ - 2025年〈令和7年〉1月31日）は、日本の機械工学者。東京工業大学名誉教授。位階勲等は正四位瑞宝中綬章。日本機械学会機素潤滑設計部門長等を歴任した。

## 人物・経歴
埼玉県出身。1976年（昭和51年）東京工業大学工学部機械工学科卒業。1979年（昭和54年）東京工業大学大学院理工学研究科機械工学専攻博士課程中退、東京工業大学工学部助手。1988年（昭和63年）東京工業大学より工学博士の学位を取得。1990年（平成2年）東京工業大学工学部助教授。1992年（平成4年）東京工業大学精密工学研究所助教授。1999年（平成11年）東京工業大学精密工学研究所教授。2004年（平成16年）日本機械学会機素潤滑設計部門長。2018年（平成30年）東京工業大学名誉教授。
2025年（令和7年）1月31日に死去。72歳没。死没日付で、正四位に叙され、瑞宝中綬章を受章した。

## 受賞
- 日本機械学会畠山賞 1976[3]
- 日本機械学会賞奨励賞 1987[3]
- 精密工学会秋季大会学術講演会ベストオーガナイザー賞 2000[3]
- ASME International, THE ENGINEERING PROFESSION for MEMS and Manufacturing I 2001[3]
- Best Paper Award, The 6th. International Conference on Mechatronics Technology, ICMT2002 2002[3]
- IFToMM-DIPLOMA, Awarded to Professor Mikio HORIE on the occasion of 30th Permanent Commission anniversary 2002[3]
- 日本機械学会機素潤滑設計部門功績賞 2003[3]
- 日本機械学会フェロー 2003[3]
- 精密工学会春季大会ベストオーガナイザー賞 2003[3]
- 精密工学会春季大会ベストオーガナイザー賞 2004[3]
- 精密工学会秋季大会ベストオーガナイザー賞 2004[3]
- 日本機械学会船井賞 2005[3]
- 精密工学会春季大会ベストオーガナイザー賞 2005[3]